# Hubert Germain
Hubert Germain (6 de agosto de 1920 París, Francia - 12 de octubre de 2021 VII Distrito de París) fue un miembro de la Resistencia francesa durante la Segunda Guerra Mundial y político francés. Fue el último Compañero vivo de la Orden de la Liberación. Comprometido con las Fuerzas Francesas Libres durante la Segunda Guerra Mundial, siguió una carrera política, durante la cual fue alcalde de Saint-Chéron en Essonne y diputado por el Distrito XIV de París. Fue, entre 1972 y 1974, ministro en los gobiernos de Pierre Messmer. Nombrado Compañero de la Liberación en 1944, fue el último miembro de esta orden hasta su muerte el 12 de octubre de 2021.

## Biografía

### Familia y educación
Germain nació el 6 de agosto de 1920 en el XVI Distrito de París. Era hijo del general francés Máxime Germain. Siguiendo las asignaciones de su padre, se crio en la misión secular franco-árabe en Damasco de 1930 a 1932, hizo su educación en la escuela secundaria Albert-Sarraut en Hanói, donde obtuvo su bachillerato. En París, estudió en  clases preparatorias en el Liceo Michel-Montaigne en Burdeos. En junio de 1940, en el momento en que pasa el concurso de la Escuela Naval, ocurre la Ocupación alemana de Francia y entrando en París. Entonces decide hacer una copia en blanco para no tener que servir en un ejército a las órdenes del enemigo. El 3 de octubre de 1945, se casa con Simone Millón con quien tendrá 3 hijos.

## Segunda Guerra Mundial
Hubert Germain rechaza el Armisticio del 22 de junio de 1940. Decide continuar la lucha y unirse a Gran Bretaña con tres de sus camaradas. El 24 de junio de 1940, consiguen embarcar en Saint Jean de-Luz en el buque Adandora Star con destino a Liverpool. En el Olympia Hall de Londres, se alistó en las Fuerzas Francesas Libres. Se formó como cadete naval a bordo del acorazado Courbet (1913). En 1942 entró en acción en la Batalla de Bir Hakeim y la Batalla de El Alamein. A principios de 1944 fue herido en Italia. Después de su recuperación participó en la Operación Dragon, (el desembarco aliado en Provenza). Germain fue nombrado Compañero de la Orden de la Liberación el 22 de noviembre de 1944. Permaneció en el ejército de ocupación francés em Alemania hasta 1946. Después de la guerra, se desempeñó como alcalde de Saint-Chéron entre 1953 y 1965. Fue diputado por el XIV Distrito de París de 1962 a 1967, de 1968 a 1972 y en 1973. Sirvió en el gobierno de Pierre Messmer como Ministro de Correos y Telecomunicaciones. Se casó con Simone Millón en 1945 y tuvo 3 hijos. Durante las conmemoraciones del 80 aniversario de la Apelación del 18 de junio, el primer ministro británico, Boris Johnson, anunció que los últimos cuatro Compañeros de la Liberación, Edgard Tupët-Thomé, Pierre Simonet, Daniel Cordier y Hubert Germain, se convertirían en Miembros de Honor de la Orden del Imperio Británico. La condecoración fue entregada a Germain por Ed Llewellyn, Embajador del Reino Unido en Francia. Después de la muerte de Daniel Cordier el 20 de noviembre de 2020, Germain se convirtió en el último Compañero superviviente de la Orden de la Liberación. El 25 de noviembre de 2020, fue nombrado Canciller Honorario de la Orden de la Liberación.

## Condecoraciones

### Francés
- Croix de guerre 1939-1945, con palmeras
- Compañero de la Orden de la Liberación
- Médaille de la Résistance con roseta
- Gran Cruz de la Legión de Honor

### Extranjero
- Miembro de la Orden del Imperio Británico
- Gran Cruz de la Orden pro Mérito Melitensi (Malta)[5]